# Blood Red Sandman
Blood Red Sandman è un brano musicale del gruppo heavy metal finlandese Lordi, pubblicato nel 2004 come singolo estratto dall'album The Monsterican Dream.

## Tracce
1. Blood Red Sandman
2. Pyromite
3. To Hell with Pop